# Benno Ohnesorg

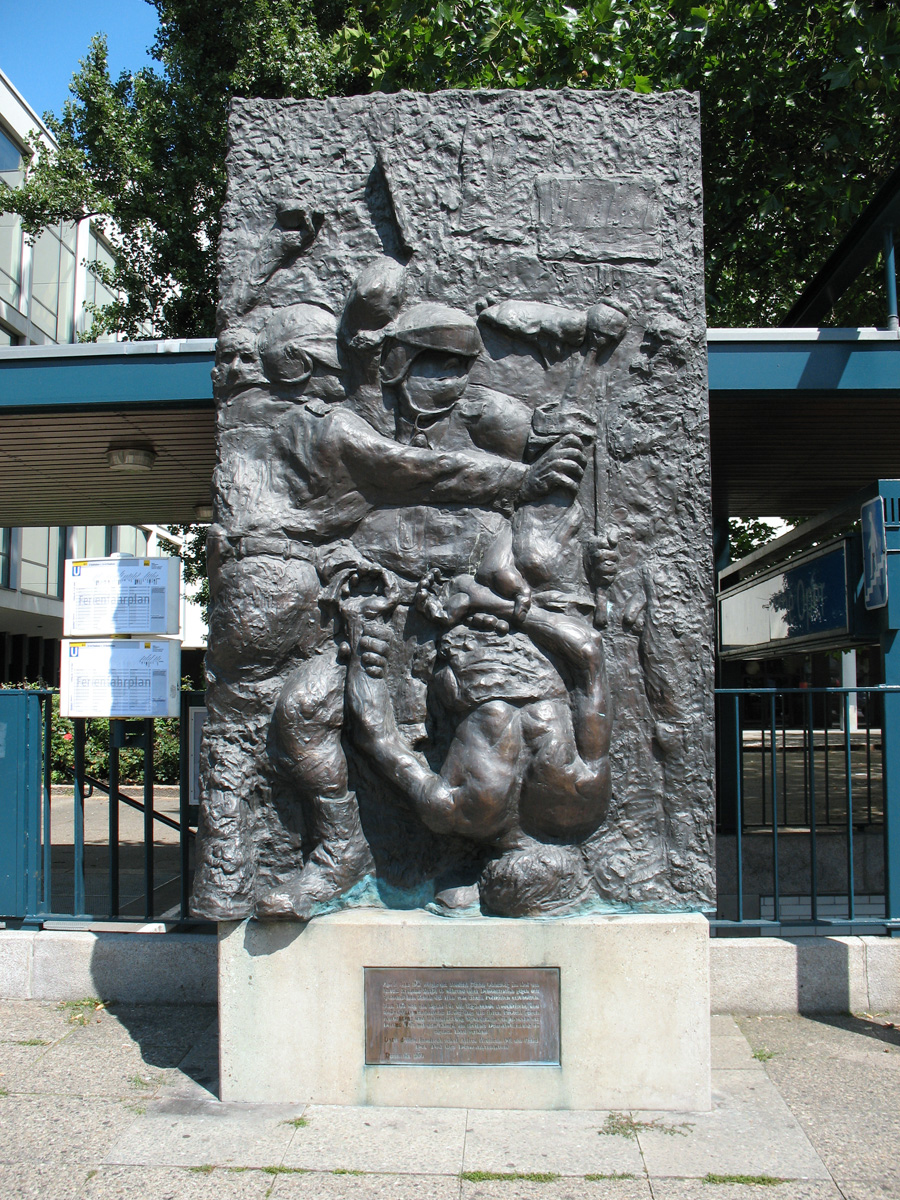
Alfred Hrdlicka: Pomník Benno Ohnesorga

Benno Ohnesorg (15. října 1940, Hannover – 2. června 1967, Berlín) byl student romanistiky a germanistiky na Svobodné univerzitě v Západním Berlíně, byl obětí studentských protestů a bouří pozdních šedesátých let v Německu.

## Život
Benno Ohnesorg, nenápadný student, člen evangelické studentské obce v Západním Berlíně, se 2. června 1967 poprvé ve svém životě zúčastnil veřejné demonstrace, konající se jako protest proti návštěvě perského šáha Muhammada Rezy Pahlavího v Západním Berlíně. Během této demonstrace došlo ke srážkám s policií, při kterých byl Ohnesorg zastřelen.
O průběhu demonstrace, organizované Socialistickým německým studentským svazem SDS, existovalo zprvu mnoho rozporných názorů, ovlivněných tehdejší horlivou diskusí o studentských akcích v bulvárním tisku, trochu světla přinesla až pozdější šetření. Demonstranti byli zřejmě zahnáni do slepé uličky, kde byli napadeni policií s obušky.
Benno Ohnesorg, který chtěl pomoci jednomu na zemi ležícímu demonstrantovi, byl zastřelen zezadu do hlavy. Policie zprvu odmítla zavolat záchrannou službu; i nemocniční sestra, která pak Ohnesorga ošetřovala, nesla stopy ran obušků. Ohnesorg zemřel během převozu do nemocnice. Policista Karl-Heinz Kurras, který Ohnesorga zastřelil, byl odsouzen ke dvěma a půl roku vězení, byl však po čtyřech měsících propuštěn a později opět přijat do policejní služby. Zpravodajství v tisku i televizi až po delší době přineslo poněkud přesnější průběh událostí.
Tyto události silně radikalizovaly další průběh studentských akcí a vývoj mimoparlamentní opozice APO.
S dlouhým časovým odstupem, teprve v r. 2009, ukázalo celý případ v novém světle zjištění, že střílející západoberlínský policista byl agentem Státní bezpečnosti NDR (Stasi). Nezamýšlený důsledek spolupráce přiměl Stasi na čas přerušit s Kurrasem kontakty, neboť nechtěla být s událostí a jejími následky spojována.

## Film
Smrt Benno Ohnesorga je zobrazena v úvodu filmu Baader Meinhof Komplex.